# チッティ
チッティは、シャンカールの映画『ロボット』『ロボット2.0』に登場する架空の人物である。

## 外見
バシーガラン博士(通称バシー)によって作られたヒューマノイド。なお、外見はバシー博士本人に似せて作っている。
白いスーツを着ており丸いゴーグルのようなサングラスをつけている

## 能力
チッティは、高度な「アンドロヒューマノイド」ロボットとして説明されている。彼の金属製のボディの上を持ち、1テラヘルツ（THz）の速度容量と1ゼタバイトのメモリ容量で設計されている。
当初、チッティは、CPUに計算可能な用語を入れることができた既存の世界の知識のほとんどすべてでプログラムされていたため、あらゆる形態の学界、武道、コミュニケーション、創造力、運動能力、科学的創意工夫に精通している。合成皮膚は、耐火性、耐水性、そして耐酸性と強力な作りになっている。
銃撃などの深刻な損傷に対して部分的に耐性があるが、関節を斧で切り刻まれるなど、狙いを定めた攻撃によって損傷または破壊される可能性がある。重度の感電死はまた、過負荷で短絡させる可能性がある。CPUヘッドが機能している限り、チッティは目などの小さな部品を修理または修復することができるが、手足が切り落とされるなどの大きな損傷の場合、それらを元の位置に戻すことしかできず、はるかに遅い速度で機能する。
チッティの目は、X線ビジョンを含む非常に鋭い詳細まで周囲を見てスキャンするだけでなく、高解像度プロジェクターとしても機能しており、目は数秒以内に追加のスキルと文学を習得することを可能にする。また、仮想電話を実行して、発信者または受信者を目を通してホログラムとして表示することもできるが欠点としては、懐中電灯にさらされると目が白くなる。
チッティの強さと耐久性を除けば、彼の最も強力な武器は内蔵の電磁体であり、サイコキネシスのようにあらゆる金属物体を引き付けて武器にすることができ。これと彼の電子機器への接続は、強化された技術障害と念力を与える。
チッティの唯一の既知の弱点は、写真撮影または直射日光からの光の点滅であり、これは「視力の退色」を引き起こし、一時的に視力を歪め、バッテリーの消耗に対する感受性を高める。しかし、後者の場合、ほんの数秒で自分自身を再充電するために最低限の電力を吸収する必要がある。

## 参考
- Shedde, Meenakshi (2010年10月19日). “Chitti - The Robot from Enthiran”.   Screen Daily. 2018年9月24日閲覧。